# Parasprache
Parasprache (von altgriechisch παρα para, deutsch ‚dabei, neben‘) bezeichnet sämtliche, die Sprache begleitende, vokale, das heißt an Sprachlaute gebundene Mittel, die für die Kommunikation von Bedeutung sind. Der Begriff der Parasprache umfasst verschiedene Phänomene der nonverbalen Kommunikation, wie zum Beispiel Tonfall, Lautstärke, gefüllte („äh …“) oder ungefüllte Pausen, Lachen, Seufzen, Verwendung oder Vermeidung von Dialekt innerhalb der gesprochenen Sprache. Entsprechend der Kommunikationstheorie Paul Watzlawicks handelt es sich bei der Parasprache um den Beziehungsaspekt der Sprache. Eine Diskrepanz zwischen Inhaltsaspekt (digitales Signal) und Beziehungsaspekt (analoges Signal) des Sprechens wird häufig intuitiv wahrgenommen.

## Charakterisierung vokaler Qualitäten
Zu den vokalen Qualitäten gehören hauptsächlich die Lautstärke, die Tonhöhe und die Sprechgeschwindigkeit oder Sprechrate. Als Prosodie wird der Tonhöhenverlauf oder die Intonation während des Sprechens bezeichnet. Die Prosodie entspricht der Fähigkeit des Sprechers, die eigene Äußerung emotional zu bewerten. Der unfall- oder krankheitsbedingte Ausfall von Hirnarealen, die für Emotionen zuständig sind, führt bei betroffenen Patienten zu einer monotonen Sprechweise (Aprosodie).
Eine abgeschlossene Äußerung wird mit einer Stimmsenkung signalisiert: „Das habe ich dir doch gesagt“. Soll die Rede fortgesetzt werden, ist die Intonation gleichbleibend oder ansteigend: „Das habe ich dir doch gesagt, hast du es nicht verstanden?“ Entscheidungsfragen („Geht es dir gut?“) werden von einem Anstieg, „W-Fragen“ („Wie geht es dir?“) von einem Fallen des Tonhöhenverlaufs begleitet. Anhand solcher prosodischer Merkmale und mit Hilfe syntaktischer Merkmale und Gliederungssignalen lassen sich bei der Analyse von Tonaufzeichnungen gesprochener Sprache Rückschlüsse darüber erzielen, ob Äußerungseinheiten abgeschlossen wurden oder nicht.
Technische Verfahren zur Darstellung von Stimmqualitäten sind indirekt; der durch den Schalldruck in einem Mikrophon erzeugte Strom wird verstärkt. In einem Oszilloskop kann dann die Amplitude des Schalls im Verlauf der Zeit dargestellt werden, wobei für einzelne Vokale und Konsonanten typische Kurven entstehen. Bei der Stimmspektralanalyse wird der gesamte Sprechschall in Frequenzbänder aufgeteilt, so dass nun bestimmte Frequenzen als Grundfrequenz und Oberwellen herausgefiltert und sichtbar gemacht werden können. Solche Stimmspektrogramme sind allerdings für den Laien nicht immer einfach zu interpretieren. Spektakuläre Beispiele aus der Literatur sind die Aufzeichnungen der Stimme eines Rundfunkreporters bei der Katastrophe des Luftschiffs „Hindenburg“ und die Stimmaufzeichnung eines Flugzeugpiloten bei seinem tödlichen Absturz.

## Sprache und Emotion
Ein Beispiel soll den Zusammenhang von Sprache und Emotion verdeutlichen: Wenn jemand in einer Bedrohungssituation mit vibrierender Stimme sagt: „Ich habe keine Angst“, wird der inhaltliche Anteil durch den emotionalen überlagert, es entsteht eine ambivalente Situation, die meist zu Gunsten des analogen Signals aufgelöst wird. Ein potenzieller Täter wird das Signal als „Ich habe Angst“ interpretieren und sich nicht von seinem Vorhaben abschrecken lassen.
Während wir unsere Mimik und Gestik bei emotionalen Erschütterungen noch vergleichsweise gut unter Kontrolle halten, indem wir sie zumindest kurzzeitig erstarren lassen können, ist der Zusammenhang zwischen Sprechen und Emotionen evident. Der Grund dafür ist in den physiologischen Voraussetzungen der Lautbildung zu suchen, vor allem in der Rolle, die unser vegetatives Nervensystem dabei spielt. Am Sprechvorgang beteiligt sind die Atmung, die Stimmlippen des mittleren Kehlkopfes, laienhaft häufig als Stimmbänder bezeichnet, die Muskulatur des Kehlkopfes und unsere Kiefermuskulatur, um nur die wesentlichen zu nennen. Die Anfälligkeit gegenüber einer Störung des vegetativen Gleichgewichts ist hier schon vorbestimmt. Eine Verschiebung der Grundfrequenz (in der Literatur oft als F0 bezeichnet) erfolgt abhängig von der Häufigkeit der Luftimpulse, die durch Öffnen und Schließen der Stimmlippen in den Vokaltrakt gelangen. Die Stimme wird bei einer starken emotionalen Belastung schrill und das Zittern führt zu Interferenzerscheinungen: Die Grundfrequenz wird von Oberwellen überlagert, die als „Beben“ wahrgenommen werden. Ein ähnliches Phänomen tritt auch in Situationen auf, in denen starke unwillkürliche Muskelbewegungen, wie zum Beispiel beim Frieren oder bei Fieber, das Sprechen beeinträchtigen (siehe Mikroprosodie).
Fairbanks und Mitarbeiter führten 1939 und 1941 folgenden Simulationsversuch durch: Schauspieler sollten verschiedene Emotionen ausdrücken: Ärger, Furcht, Traurigkeit, Gleichgültigkeit und Verachtung. 64 Studenten sollten den simulierten Sprachproben Begriffe aus einer Liste von zwölf Emotionsbezeichnungen zuordnen; zusätzlich zu den dargestellten Emotionen enthielt die Liste noch folgende Begriffe: Erstaunen, Zweifel, Freude, Verlegenheit, Eifersucht, Liebe und Belustigung. Die Versuchspersonen erfuhren dabei nicht, dass es sich um eine Simulation durch Schauspieler handelt. Richtig eingeschätzt wurden Gleichgültigkeit (88 %), Verachtung (84 %), Ärger (78 %), Traurigkeit (78 %) und Furcht (66 %). Als maßgebend für die Unterscheidung der einzelnen Emotionen gilt die Veränderung der mittleren Grundfrequenz, wobei hier folgende Beziehungen zu existieren scheinen: der höchste mittlere Wert in der Veränderung der Grundfrequenz tritt bei Furcht auf, gefolgt von Ärger, Traurigkeit, Verachtung und Indifferenz. Furcht, Verachtung und Ärger ergaben die größte Variationsbreite der Grundfrequenz; Ärger zeigte ihre größte Veränderungsrate. Eine Untersuchung der Intonationkonturen deutet darauf hin, dass bei Ärger im Allgemeinen umfassendere und schnellere Veränderungen auftraten, während bei Furcht sehr unregelmäßige Veränderungen zu beobachten waren. Bei Traurigkeit zeigte sich ein konsistentes Vibrato, während bei Gleichgültigkeit kein stabiles Muster zu finden war. Stress beschleunigt die Sprechrate, Depressionen verlangsamen sie extrem, während Angst die Reaktionszeit verkürzt.

## Stimme und Zuschreibung von Persönlichkeitsmerkmalen
Attributionen aufgrund stimmlicher Merkmale erfolgen sehr häufig, sie gehören zur „Grundausstattung“ der Vulgärpsychologie. Soweit es sich nicht um Stimmveränderungen durch Krankheit oder Drogenkonsum handelt, sind sie überwiegend fehlerhaft und von Klischees bestimmt.
Die Bewertung von Menschen anhand stimmlicher Qualitäten spielt im Alltag eine nicht zu unterschätzende Rolle (man denke zum Beispiel an „Vertrauen einflößende“ Stimmen oder an den vermuteten Zusammenhang zwischen Körper- und Stimmvolumen oder zwischen der Art des Sprechens und der Intelligenz). Dennoch gibt es für die meisten der vorgenommenen Zuschreibungen keinen eindeutig objektivierbaren Zusammenhang zwischen Persönlichkeitsmerkmalen und der Stimmqualität. Scherer und seine Mitarbeiter vermuten, „daß sich insbesondere interpersonale Persönlichkeitseigenschaften wie vor allem Extraversion und vor allem Dominanz in der Sprechstimme auszudrücken scheinen“. Daraus wird die These abgeleitet, dass entsprechende Persönlichkeitseinflüsse in dem nonverbalen, vokalen Verhalten repräsentiert sein könnten, welches im Verhältnis zum verbalen und auch zum nonvokalen nonverbalen Verhalten als „wenig zielrelevant“ gilt, das heißt, der direkten Kontrolle entzogen ist.

## Anpassung und Sprache
Unter Akkommodation versteht man grundsätzlich die Anpassung eines Lebewesens an die Umwelt. In der Kommunikationstheorie bezeichnet dieser Begriff eine oft unbewusste Verhaltens- oder Einstellungsänderung, die zu einer Angleichung an den Interaktionspartner führen kann (Akkommodation (Sprachkontakt)). Dieses scheint einem allgemein verankerten Wunsch nach sozialer Integration und Identität zu entspringen. Der Grad einer solchen Anpassung erlaubt Rückschlüsse darüber, inwieweit der Gesprächspartner akzeptiert wird oder nicht. Umgekehrt fließt auch die Bereitschaft bzw. Nichtbereitschaft zur Anpassung in die Beurteilung der Persönlichkeit des Gesprächspartners ein. Eine Annäherung an die Eigenheiten des Partners wird als Konvergenz, die Hervorhebung der Unterschiede als Divergenz bezeichnet.
Personen verändern ihren Sprachstil, um anderen gegenüber die Akzeptanz ihrer Werte, Einstellungen und Absichten auszudrücken. Menschen, die sich zum ersten Mal treffen, tendieren oft dazu, sich in Hinblick auf verschiedene Merkmale ihres Sprachverhaltens anzugleichen. Das betrifft die mitgeteilten Inhalte (versteht der andere, wovon ich spreche?) die Aussprache (bin ich verständlich?), die Intensität der Stimme (wie wirke ich?), die Intimität der ausgetauschten persönlichen Informationen und das sonstige nonverbale Verhalten. In normalen Gesprächssituationen gibt es überwiegend einen Sympathievorschuss. Gesprächspartner übernehmen sprachliche Verhaltensweisen des anderen, von denen sie glauben, dass sie auch von ihm positiv bewertet werden. Diese Einschätzung kann unter Umständen auch ungünstig ausfallen, vor allem, wenn etwa vom Hörer versucht wird, solches Verhalten zu übernehmen, das von dem Sprecher selbst als negativ bewertet wird. Hier sind viele Missverständnisse möglich, zum Beispiel wenn ein Sprecher sich durch seinen Kommunikationspartner imitiert oder parodiert fühlt, obwohl dieses nicht beabsichtigt war. Ein zu starkes Konvergieren kann auch als Aufgeben der eigenen Identität oder als Anbiederung nachteilig bewertet werden.
Bei der Divergenz handelt es sich um ein der Konvergenz entgegengesetztes Phänomen. Hier versucht der Sprecher, die Besonderheit des eigenen Sprachverhaltens symbolisch für die eigene Identität, seine kulturelle Eigenart oder als Ausdruck des eigenen Wertesystems aufrechtzuerhalten oder gar zu betonen. Im Gegensatz zur Konvergenz wird in diesem Falle die kommunikative Distanz vergrößert statt verringert, die Basis, auf der eine Verständigung stattfinden kann, schrumpft. Eine Divergenz kann als Reaktion auf ein misslungenes Konvergenzverhalten auftreten.

## Dialekt und Emotionen
Vorausgesetzt, ein Dialektsprecher ist auch der Standardsprache mächtig, kann es sich bei der Dialektverwendung um eine Adaption umgangssprachlicher Floskeln im Sinne eines Idiolekts (individuelle Sprachgewohnheit) handeln oder um eine eher „sprachstrategische“ Verwendung etwa als „code-shifting“ oder „code-switching“, womit der allmähliche Übergang von bzw. das Umschalten zwischen Standardsprache und Dialekt gemeint ist. Die Dialektismen können auch mit einer sonst sehr sachlichen und distanzierten Sprechweise kontrastieren. Hier zeigt sich die Möglichkeit, „durch Einflechten von Dialektausdrücken oder -sätzen in ein standardsprachliches Gespräch seinen Aussagen eine Bedeutung von Vertrautheit und Intimität oder Lokalbezogenheit“ zu verleihen und dadurch „die Interaktionsbeziehung in Richtung Solidarisierung und Emotionalisierung zu beeinflussen“.

## Die Augen hören mit
Als McGurk-Effekt wird die Veränderung der Wahrnehmung eines Sprachsignals bei gleichzeitiger Beobachtung einer inkongruenten Lippenbewegung bezeichnet. Durch diese experimentelle Situation lässt sich aufzeigen, dass wir nicht einzelne Wahrnehmungen verarbeiten. Wie bei anderen „Sinnestäuschungen“ zeigt sich, dass auch unsere akustischen Wahrnehmungen bereits durch unsere Großhirnrinde auf Wahrscheinlichkeit „berechnet“ werden.